# Rue Augustin-Mouchot
La rue Augustin-Mouchot est une voie piétonne du 13e arrondissement de Paris, en France.

## Situation et accès

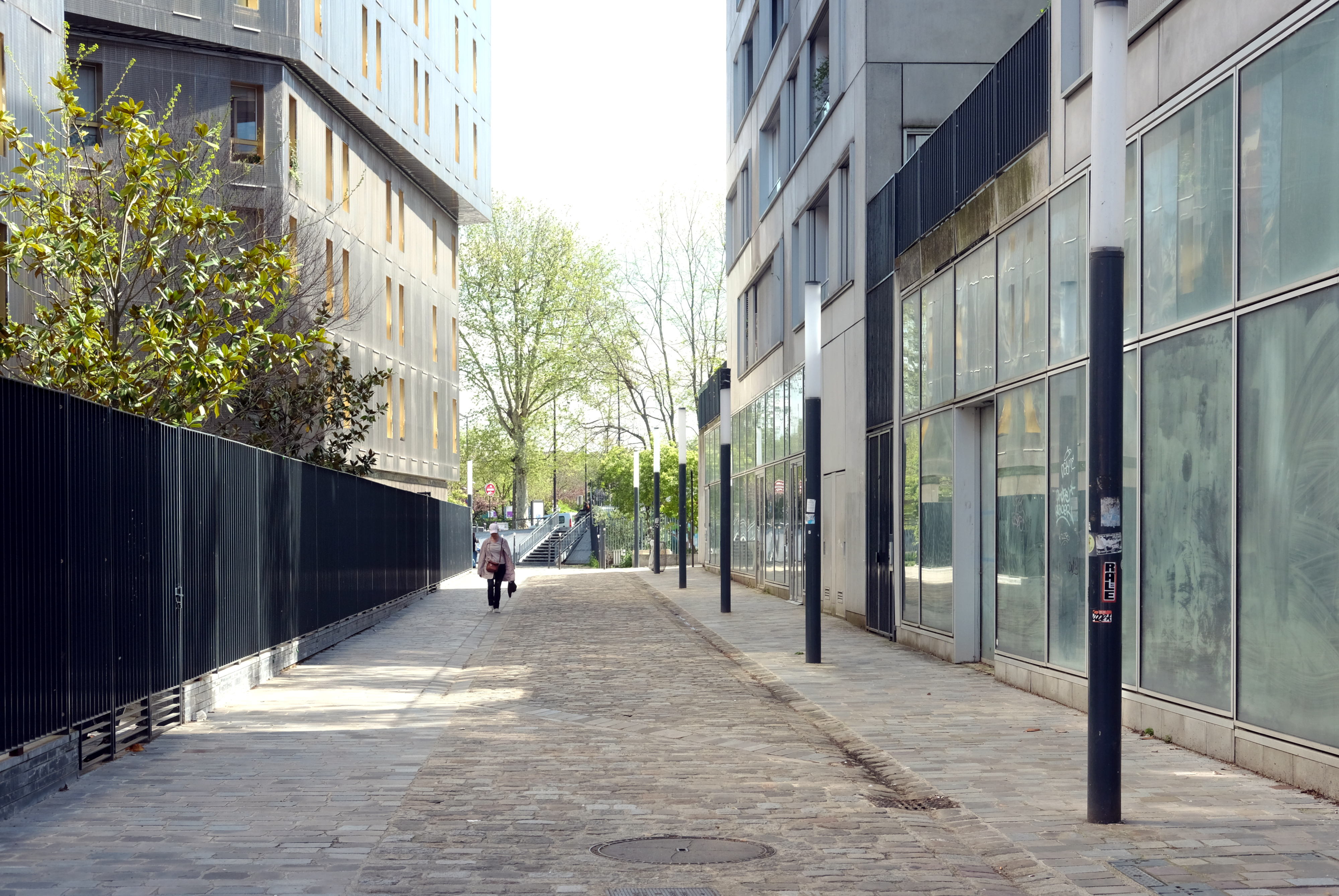
La rue Augustin-Mouchot vue depuis la place Pierre-Riboulet.

Elle relie la place Pierre-Riboulet, à hauteur du no 3, et la rue Madeleine-Brès à son croisement avec la rue des Longues-Raies.
La rue Augustin-Mouchot est principalement desservie par la ligne 3a du tramway d'Île-de-France à la station Poterne des Peupliers.

## Origine du nom
Elle porte le nom d'Augustin Mouchot (1825-1912), enseignant français connu pour ses travaux sur l'énergie solaire.

## Historique
La rue Augustin-Mouchot est une nouvelle voie de la zone d'aménagement concerté (ZAC) Gare de Rungis, aménagée entre 2002 et 2014 par la SEMAPA, société d'économie mixte de la ville de Paris et est nommée « rue Augustin-Mouchot » en juillet 2011. 